# Weirdo
Weirdo est un périodique de bande dessinée américain dirigé par Robert Crumb, Peter Bagge puis Aline Kominsky-Crumb dont les 28 numéros ont été publiés de 1981 à 1993 par la maison d'édition indépendante Last Gasp. 
Weirdo, qui publiait les travaux récents de nombreux auteurs de la scène underground alors en déclin net, ainsi que de certains jeunes auteurs de la scène alternative naissante, a marqué la transition entre les années 1970 et 1990. Il est apparu à certains critiques comme le contrepoint du formellement plus ambitieux RAW d'Art Spiegelman et Françoise Mouly (1980-1991), l'autre grande publication alternative des années 1980.

## Auteurs publiés
Ces auteurs et autrices disposant d'une page sur Wikipédia en français ont participé au moins une fois à Weirdo :
Peter Bagge, Lynda Barry, Edmond Baudoin, Charles Burns, Florence Cestac, Daniel Clowes, Robert Crumb, Gene Deitch, Kim Deitch, Julie Doucet, Debbie Drechsler, B.N. Duncan, Phoebe Gloeckner, Justin Green, Bill Griffith, Rory Hayes, Gilbert Hernandez, John Holmstrom, Kaz, Aline Kominsky-Crumb, John Kricfalusi, Krystine Kryttre, Kevin Lambert, Carol Lay, James MacArthur, Joe Matt, Jean-Christophe Menu, Cathy Millet, Stanley Mouse, Diane Noomin, Gary Panter, Harvey Pekar, Raymond Pettibon, Placid, Trina Robbins, Spain Rodriguez, Alex Ross, Joe Sacco, Dori Seda, Frank Stack, Willem, Steve Clay Wilson, Jim Woodring, Terry Zwigoff.